# Arternes Oprindelse
 Der er for få eller ingen kildehenvisninger i denne artikel, hvilket er et problem. Du kan hjælpe ved at angive troværdige kilder til de påstande, som fremføres i artiklen.

Om Arternes Oprindelse er et videnskabeligt værk, der ligger til grund for evolutionsteori. Den fulde titel var: Om Arternes Oprindelse ved naturlig Selektion eller ved de heldigst stillede Formers sejr i Kampen for Tilværelsen.) Den 6. udgivelse fra 1872 fik den korte titel ændret til "The Origin of Species" = Arternes Oprindelse.
Charles Darwins banebrydende værk om biologisk evolution betragtes som det vigtigste bidrag til biologien i videnskabens historie. Det udkom på engelsk d. 24. november 1859. Den danske udgave kom i 1872 og var oversat af J.P. Jacobsen efter 5. engelske udgave. I bogen præsenterer Darwin "ét langt argument", med en omfattende samling empiri, for sin teori om at "grupper af organismer" (nu til dags kaldet populationer), snarere end individuelle organismer, udvikler sig (se evolution) gennem en proces kaldet naturlig selektion.
Med Darwins relativt lettilgængelige stil opnåede bogen bred offentlig interesse og var i mange år genstand for heftig debat. Bogen er i dag bredt accepteret i det videnskabelige miljø og bakkes op af massive beviser. Der er de sidste år opstået debat mellem kreationister og tilhængere af evolutionsteori (der tager udgangspunkt i Darwins ideer).
Den engelske førsteudgave er genoversat af Jørn Madsen.

## Darwins teori kort fortalt
Darwins teori om evolutionen er baseret på fakta og de slutninger der kan drages af dem. Ernst Mayr beskrev det:
- Faktum: Enhver art, der er overlevelsesdygtig nok til at al afkom, overlever så den kan reproducere sig selv, ville tage til i antal
- Faktum: På trods af periodiske udsving, forbliver populationer næsten af den samme størrelse
- Faktum: Ressourcer som føde er begrænset og relativt stabil
- Slutning: Der vil være en kamp for overlevelse
- Faktum: Individer i en befolkning varierer meget fra hinanden
- Slutning: Individer, der er mindre egnet til at leve under omstændighederne, har mindre sandsynlighed for at få afkom; individer der er mere egnet til at leve under omstændighederne har en større sandsynlighed for at få afkom og nedarve deres træk til fremtidige generationer, og det giver den naturlige udvælgelse
- Slutning: Denne langsomme proces resulterer i, at befolkninger ændrer sig og tilpasser sig deres levevilkår. Ultimativt kan disse variationer udvikle sig og resultere i nye arter.

## Uløste gåder i Arternes Oprindelse
- Selve artsdannelsen er ikke beskrevet overbevisende, og er uløst i dag
- Påfuglehannens hale var en gåde. Forklaringen er at hunnen helst vil parre sig med han-påfugle, som har en flot hale. Og ideen om, at hunner havde et parringsvalg, var fremmed for datidens mænd.
- Darwin kunne ikke forklare, at bedstefars egenskab kunne springe flere slægtsled over og dukke op i et barnebarn. Forklaringen er, at det er generne som nedarves, og generne kommer ikke altid til udtryk i et individ.